# Enrico Berti
Enrico Berti (3. listopadu 1935 – 5. ledna 2022) byl italský filosof, jeden z nejvýznamnějších soudobých znalců Aristotela. Byl řádným profesorem filosofie na Università degli Studi di Padova. Od 28. září 2001 byl členem Papežské akademie věd.

## Knihy
- Il Bene (1983)
- La Filosofia Oggi, Tra Ermeneutica E Dialettica (1987)
- Le Vie Della Ragione (1987)
- Tradizione E Attualita Della Filosofia Pratica (1988)
- Identita Naturale E Finalita Politica (1989)
- Etica, Politica, Retorica : Studi Su Aristotele E La Sua Presenza Nell'eta Moderna (1989)
- Analitica E Dialettica Nel Pensiero Antico (1989)
- Le Ragioni Di Aristotele : Enrico Berti (1989)
- Episteme E Inconscio (1990)
- Problemi Di Etica : Fondazione, Norme, Orientamenti (1990)
- Le Dottrine Non Scritte intorno Al Bene Nelle Testimonianze Di Aristotele (1991)
- Persona E Personalismo : Aspetti Filosofici E Teologici (1992)
- Fine E Valore : Per Una Giustificazione Dei Fondamenti Etici Della Pedagogia (1992)
- Aristotele Nel Novecento (1992)
- Soggetti Di Responsabilita : Questioni Di Filosofia Pratica (1993)
- Filosofia E Cultura Nell'Europa Di Domani (1993)
- I Filosofi Greci E Il Piacere (1994)
- La Democrazia in Italia Tra Liberismo E Solidarismo (1996)
- Il Pensiero Politico Di Aristotele (1997)
- Protreptico : Esortazione Alla Filosofia (2000)
- Il Dibattito Etico E Politico in Grecia Tra Il V E Il IV Secolo (2000)
- Aristotele : Dalla Dialettica Alla Filosofia Prima Con Saggi Integrativi (2004)
- La Filosofia Dell'Europa : Febbraio 2003- Giugno 2003, Roma, Sala Zuccari (2004)
- Filosofia Pratica (2004)
- Platone E L'ontologia : Il Parmenide E Il Sofista (2004)
- Il Libro Iota (X) Della Metafisica Di Aristotele (2005)
- Incontri Con La Filosofia Contemporanea (2006)
- Struttura E Significato Della Metafisica Di Aristotele : 10 Lezioni (2006)
- Insegnare Filosofia: Modelli Di Pensiero E Pratiche Didattiche (2007)
- In principio era la meraviglia.Le grandi questioni della filosofia antica (2007)